# Magny-le-Hongre
Magny-le-Hongre ist eine französische Gemeinde mit 9058 Einwohnern (Stand 1. Januar 2022) im Département Seine-et-Marne in der Region Île-de-France östlich von Paris. Magny-le-Hongre gehört zum Arrondissement Torcy und zum Kanton Serris. Die Einwohner heißen Hongrémaniens. Magny-le-Hongre gehört zur Ville nouvelle Marne-la-Vallée.

## Geografie
Umgeben wird Magny-le-Hongre von den Nachbargemeinden Montry im Norden, Saint-Germain-sur-Morin und Coutevroult im Osten, Bailly-Romainvilliers im Süden, Serris im Südwesten sowie Coupvray im Westen und Nordwesten.
Durch die Gemeinde führt die Autoroute A4. In der Gemeinde liegt ein Teil des Golf Disneyland. 

## Bevölkerungsentwicklung
| 1962                       | 1968 | 1975 | 1982 | 1990 | 1999 | 2006 | 2011 | 2014 |
| -------------------------- | ---- | ---- | ---- | ---- | ---- | ---- | ---- | ---- |
| 115                        | 121  | 223  | 264  | 331  | 1791 | 4954 | 6580 | 8297 |
| Quellen: Cassini und INSEE |      |      |      |      |      |      |      |      |

In den nächsten Jahren wird die Einwohnerzahl von Magny-le-Hongre weiterhin stark ansteigen, da die Gemeinde Teil des Neubaugebietes Val d’Europe im 4. Sektor der Ville nouvelle Marne-la-Vallée ist.

## Gemeindepartnerschaften
Mit der US-amerikanischen Gemeinde Brainerd im Bundesstaat Minnesota besteht eine Partnerschaft.

## Sehenswürdigkeiten
- Kirche Sainte-Geneviève, erbaut 1891 (siehe auch: Liste der Monuments historiques in Magny-le-Hongre)
- Waschhaus (lavoir), erbaut 1883